# Piktische Chronik
|  | Dieser Artikel oder Abschnitt wurde wegen inhaltlicher Mängel auf der Qualitätssicherungsseite des Projekts Kelten eingetragen. Dies geschieht, um die Qualität der Artikel aus diesem Themengebiet auf ein akzeptables Niveau zu bringen. Bitte hilf mit, die Mängel dieses Artikels zu beseitigen, und beteilige dich an der Diskussion! |

Piktische Chronik ist ein Name, der oft durch (vor allem ältere) Historiker einer pseudo-historischen Darstellung der Könige der Pikten zugeschrieben wurde. Sie beginnt viele Tausende Jahre, bevor Geschichte im Land der Pikten aufgezeichnet wurde, und endete, nachdem das Piktland von Schottland einverleibt wurde.
Das Original-Manuskript (wenn auch verloren) scheint aus den ersten Jahren der Regierungszeit Kenneth II. von Schottland (971–995) zu stammen, da er der letzterwähnte König ist und der Chronist nicht die Länge seiner Regierungszeit kannte. Alles bis auf die Königsliste überlebte nur durch das Poppleton-Manuskript, das aus dem 14. Jahrhundert stammt.
Tatsächlich gibt es mehrere Versionen der Piktischen Chronik.
Der sogenannte A-Text ist wahrscheinlich der älteste, der vollständigste, und scheint weniger Fehler als andere Versionen zu haben. Er besteht aus drei Teilen:
1. Ein Bericht über den Ursprung der Pikten, überwiegend aus den Büchern 9 und 14 der Etymologien des Isidor von Sevilla (560–636). Er ist ziemlich verwirrend und zumeist irrelevant für die schottische Geschichte: In der Antike habe es zwei Völker gegeben, die Albaner und die Iberer, die im Kaukasus lebten. Spätere Geographen verwechselten die Albaner mit den Albany (d. h. den Schotten) und die Iberer mit den Hibernern (in Spanien).
2. Eine Liste der Könige der Pikten von den frühesten Zeiten bis zur Eroberung durch Kenneth I. (848–858) im 9. Jh.
3. Gelegentlich enthalten ist die Chronik der Könige von Alba, eine Liste mit Königen des vereinten Königreichs der Pikten und Schotten bis zur Herrschaft von Kenneth II. (971–995), mit einigen Notizen von Ereignissen während jeder Regierungszeit.
Es ist offensichtlich, dass die beiden letzten Abschnitte ursprünglich in Gälisch geschrieben wurden, da einige gälische Worte nicht ins Lateinische übersetzt wurden.
Der folgende Text der Piktischen Chronik basiert auf William Forbes Skene (1809–1892), Chronicles of the Picts and Scots (1867), ist aber an manchen Stellen angepasst worden. In Fußnoten angefügt sind einige Anmerkungen, um den Text zu erläutern und auch Informationen über manche der piktischen Könige, vor allem Daten aus irischen Quellen wie die Annalen von Ulster (AU) und die Annalen von Tigernach (AT).

## Deutsche Übersetzung der „Chronica de origine antiquorum Pictorum“ (A-Text)
Übersetzt von Klaus Herrmann
1. Bericht über den Ursprung der Pikten:
Die Pikten haben ihren Namen in ihrer eigenen Sprache von ihren bemalten Körpern; dies liegt daran, dass sie, indem sie scharfe Eisenwerkzeuge und Tinte verwenden, mit Tattoos verschiedener Formen gekennzeichnet sind. Die Schotten, die nun fälschlicherweise Iren genannt werden, sind (gewissermaßen) Skythen, weil sie aus der skythischen Region kamen und dort ihren Ursprung hatten; oder sie haben ihren Namen von Scotta, der Tochter des Pharao, des Königs von Ägypten, die, wie die Geschichte verläuft, die Königin der Schotten war. Es ist als eine Tatsache bekannt, dass die Briten im dritten Zeitalter der Welt nach Britannien kamen. Die Skythen jedoch, das sind die Schotten, nahmen im vierten Zeitalter Besitz von Schottland oder Irland.
Die Skythen werden mit weißen Haaren aufgrund des beständigen Schnees geboren; und die Farbe des gleichen Haars gibt den Menschen einen Namen, und daher werden sie Albaner genannt: von ihnen leiten die Schotten und Pikten ihren Ursprung ab. In ihren Augen befindet sich eine helle, d. h. farbige Pupille eines solchen Ausmaßes, dass sie in der Nacht besser als am Tag sehen können. Darüber hinaus waren die Albaner Nachbarn der Amazonen. Man glaubt, dass die Goten nach Magog, den Sohn von Japheth, benannt werden, wegen der Ähnlichkeit der Endsilbe; sie, die die alten Griechen Geten nannten, anstatt Goten. Sie waren eine mutige und sehr mächtige Rasse, stolz, mit kräftigen Körpern, und schlugen Terror mit ihrer Art Rüstung. Lucan schrieb über sie:
‚Lass die Daker von dieser Seite drängen, lass die Geten die Spanier auf der anderen Seite angreifen.’
Die Daker jedoch waren Nachkommen der Goten: und man glaubt, dass sie Daker oder vielleicht Dager genannt werden, weil sie vom Stammbaum der Goten abgeleitet werden: über sie schrieb er:
‚Du wirst den ganzen Weg nach Norden bis zu den Dakern gehen’.
Die Skythen und Goten leiten ihre Herkunft von Magog ab. Skythien und auch Gotien sollen nach dem gleichen Magog, Sohn von Japheth, benannt sein: dessen Land war einst riesig, denn es reichte von Indien im Osten, bis zum Norden, durch die Sumpfgebiete von Meotidas, zwischen der Donau und dem Meer, bis zu den Grenzen Germaniens. Danach verkleinerte es sich von dem Teil des Ostens, wo der Siricus Ozean beginnt, bis zum Kaspischen Meer, das Richtung Westen liegt. Von dort im Süden fiel eine Region bis nahe an das Kaukasusgebirge weg, wo Hircania darunter im Westen liegt: es besaß zur gleichen Zeit viele Stämme, die aufgrund der Unfruchtbarkeit des Landes weit entfernt wanderten, von denen einige das Land bestellten, während andere unnatürlich und als Wilde lebten, vom Fleisch und Blut des Menschen.
Viele Regionen Skythiens sind üppig, viele sind jedoch unbewohnbar. Denn während es in den meisten Orten reichlich Gold und Edelsteine gibt, gehen Menschen aber wegen der Schrecklichkeit der Griffins selten dorthin. Dies ist jedoch die Quelle der allerbesten Smaragde. Skythien hat auch dunkelblaue Steine [Lapislazuli ?] und die reinsten Kristalle. Es gibt auch große Flüsse, den Oscorim, Phasis und Araxes. Das niedrigere Skythien ist die erste Region in Europa, die sich von den Sümpfen von Meotidis, beginnend zwischen der Donau und dem nördlichen Ozean, bis nach Germanien erstreckt: Dieses Land soll in der Regel wegen der wilden Stämme, die es bewohnen, barbarisch sein. Der erste Teil davon ist Alania, das sich bis zu den Meotidas-Sümpfen erstreckt. Danach kommt Dakien, wo sich auch Gotien befindet. Dann Germanien, wo die Sueben ein sehr großes Gebiet bewohnen. In einigen Regionen des asiatischen Skythien gibt es Leute, die glauben, sie seien Nachkommen von Jason: sie werden mit weißem Haar geboren aufgrund des immerwährenden Schnees. Das ist genug über diese Dinge.
2. Liste der Könige der Pikten:
Cruidne, der Sohn von Cinge, Vater der Pikten, der auf dieser Insel lebte, herrschte für 100 Jahre. Er hatte sieben Söhne. Dies sind ihre Namen: Fib, Fidach, Floclaid, Fortrenn, Got, Ce, Circinn.

Circin regierte 40

Fidach 40

Fortrenn 70

Floclaid 30

Got 12

Ce 15

Fibaid 24

Gede olgudach 80

Denbecan [oder Oenbecan] 100

Olfinecta 60

Guidid gaed brechach 50

Gest gurcich 40

Wurgest 30

Brude bont, von dem an 30 Brudes Irland und Albany für den Zeitraum von 150 Jahren beherrschten, regierte selbst 48 Jahre lang. Sie waren:

Brude pant. Brude urpant. Brude leo. Brude uleo.

Brude gant. Brude urgant. Brude gnith. Brude urgnith.

Brude fecir. Brude urfecir. Brude cal. Brude urcal.

Brude cint. Brude urcint. Brude fet. Brude urfet.

Bruder u. Brude eru. Brude gart et urgart.

Brude cinid. Brude urcnid. Brude uip. Brude uruip.

Brude grid. Brude urgrid. Brude mund. Brude urmund.

Gilgidi regierte für 150 Jahre.

Tharain 100 Jahre

Morleo 15

Deocilunon 40

Cimoiod, Sohn von Arcois 7

Deoord 50

Bliesbltituth 5

Dectotric, Bruder von Diu 40

Usconbuts 30

Carvorst 40

Deo Ardivois 20

Vist 50

Ru 100

Gartnaith loc selbst, von dem 3 Garnarts regierten, herrschte für 9 Jahre.

Breth, Sohn von Buthut, 7.

Vipoig namet regierte 30 Jahre lang.

Canutulachama regierte 4 Jahre lang.

Vuradech vecla regierte 2 Jahre lang.

Gartnait diuberr regierte 40 Jahre lang.

Talorc, Sohn von Achivir, regierte 75 Jahre lang.

Drust, Sohn von Erp, regierte für 100 Jahre und kämpfte 100 Schlachten; im 19. Jahr seiner Herrschaft kam St. Patrick, der Bischof, auf die Insel Irland.

Talorc, Sohn von Aniel, herrschte 4 Jahre lang.

Necton morbet, der Sohn von Erip, herrschte 24 Jahre lang. Im dritten Jahr seiner Herrschaft ging Darlugdach, die Äbtissin von Kildare, um Christi Willen von Irland nach Britannien ins Exil. Im zweiten Jahr nach ihrer Ankunft weihte Necton Abernethy Gott und die Heilige Brigit in Gegenwart von Darlugdach, die über dieses Angebot das Halleluja sang.

Und so bot Necton der Große, Sohn des Wirp, König aller piktischen Provinzen, Abernethy der Heiligen Brigid bis zum Tag des Gerichts an, zusammen mit seinen Territorien, die sich vom Stein in Apurfeirt bis zum Stein bei Ceirfuill, d. h. Lethfoss, und von dort auf höhere Lagen bis Athan erstrecken. Dies ist der Grund für seine Schenkung. Necton, der im Exil lebte, nachdem ihn sein Bruder Drust vertrieben hatte, ging den ganzen Weg nach Irland und ersuchte die Heilige Brigid, in seinem Namen eine Bitte an Gott zu richten. Als sie jedoch für ihn betete, sagte sie: ‚Wenn Du in Deine Heimat zurückkehrst, wird sich der Herr Deiner erbarmen: Du wirst das Reich der Pikten im Frieden übernehmen.’

Drest Gurthinmoch regierte 30 Jahre lang.

Galanan Erilich regierte 12 Jahre lang.

Zwei Drest, das heißt, Drest, der Sohn von Girom, und Drest, der Sohn von Vudrost, herrschten gemeinsam für 5 Jahre.

Drest, der Sohn von Girom regierte alleine 5 Jahre lang.

Gartnart, Sohn von Girom, regierte 7 Jahre lang.

Cailtram, Sohn von Girom, regierte 1 Jahr lang.

Talorc, Sohn von Muircholaich, regierte 11 Jahre lang.

Drest, Sohn von Munait, regierte 1 Jahr lang.

Galam cennaleph, regierte 1 Jahr lang.

Mit Brude 1 Jahr lang.

Brude, der Sohn von Mailcon, regierte 30 Jahre lang. Im 8. Jahr seiner Herrschaft wurde er vom heiligen Columban getauft.

Gartnart, Sohn von Dolmech, regierte 11 Jahre lang.

Nechtan, Enkel von Uerb, regierte 20 Jahre lang.

Kenneth, Sohn von Lutrin, regierte 19 Jahre lang.

Gartnart, Sohn von Wid, regierte 4 Jahre lang.

Brude, Sohn von Wid, regierte 5 Jahre lang.

Talorc, deren Bruder, regierte 12 Jahre lang.

Talorcan, Sohn von Eanfrith, regierte 4 Jahre lang.

Gartnait, der Sohn von Donald, regierte 6½ Jahre lang.

Drest, sein Bruder, herrschte 7 Jahre lang.

Brude, Sohn von Beli, regierte 21 Jahre lang.

Tarain, Sohn von Entfidich, regierte 4 Jahre lang.

Brude, Sohn von Derelei, regierte 11 Jahre lang.

Nechtan, Sohn von Derelei, regierte 15 Jahre lang.

Drest und Alpín regierten zusammen 5 Jahre lang.

Óengus, Sohn von Fergus, regierte 30 Jahre lang.

Brude, Sohn von Fergus, regierte 2 Jahre lang.

Kenneth, Sohn von Vuredech, regierte 12 Jahre lang.

Elpin, Sohn von Vuroid, regierte 3 ½ Jahre lang.

Drest, Sohn von Talorcan, regierte 4 oder 5 Jahre lang.

Talorcan, Sohn von Óengus, regierte 2½ Jahre lang.
Conall, Sohn von Tarla, regierte 5 Jahre lang.

Konstantin, Sohn von Fergus, regierte 35 Jahre lang.

Óengus, Sohn von Fergus, regierte 12 Jahre lang.

Drest, der Sohn von Konstantin, und Talorcan, Sohn von Vuthoil, regierten zusammen 3 Jahre lang.

Owen, Sohn von Óengus, regierte 3 Jahre lang.

Vurad, Sohn von Bargoit, regierte 3 Jahre und Bred ein Jahr lang.

Kenneth, Sohn von Vurad - 1 Jahr

Brude, Sohn von Vuthoil - 2 Jahre

Drust, Sohn von Vurad - 3 Jahre

3. Chronik der Könige von Alba:
Und so regierte Kenneth, der Sohn des Alpín, der Herausragendste der Schotten, 16 Jahre lang erfolgreich das Piktland. Allerdings wurde das Piktland nach den Pikten benannt, das, wie wir sagten, Kenneth zerstörte. Denn Gott geruhte sie, um sie für die Schuld ihrer Bosheit zu bestrafen, sich von ihrem Erbe zu entfremden und gleichgültig zu werden, weil sie nicht nur den Gottesdienst des Herrn und die Pflichten verachtet haben, sondern auch nicht bereit waren, nach dem Gesetz der Vorurteilslosigkeit anderen gegenüber gleich zu gelten. In der Tat übernahm er zwei Jahre, bevor er ins Piktland kam, das Königreich Dalriada. Im 7. Jahr seiner Herrschaft überführte er die Gebeine des heiligen Columban in die Kirche, die er baute, und er griff sechsmal Sachsen an; und er ließ Dunbar niederbrennen und Melrose einnehmen. Doch die Briten brannten Dunblane nieder, und die Dänen verwüsteten das Piktland bis Clunie und Dunkeld. Schließlich starb er an einem Tumor, vor den Iden des Februars, am 3. Tag der Woche, im Palast von Forteviot.

Donald, sein Bruder, hielt das gleiche Königreich 4 Jahre lang inne. In seiner Zeit schufen die Gälen die Rechte und Gesetze des Königreichs von Áed, des Sohnes von Eochaid, mit ihrem eigenen König in Forteviot. Er starb an den Iden des Aprils im Palast von Cinn Belachior.

Konstantin, der Sohn von Kenneth, regierte 16 Jahre lang. Während seines ersten Jahres starb Máel Sechnaill, der König der Iren; und Áed, der Sohn von Niall, übernahm sein Königreich; und nach zwei Jahren verwüstete Olaf mit seinen Fremden das Piktland und verweilte dort von den Kalenden des Januars bis zum Fest des heiligen Patrick. Ferner im dritten Jahr wurde Olaf, während er den Tribut einzog, von Konstantin getötet. In seinem 14. Jahr, kurze Zeit, nachdem zwischen den Dänen und den Schotten eine Schlacht bei Dollar ausgetragen worden war, wurden die Schotten bei Atholl vernichtet. Die Normannen verbrachten ein ganzes Jahr im Piktland.

Áedh hielt den Thron für 1 Jahr besetzt. Die Kürze seiner Herrschaft hat nichts Denkwürdiges zur Geschichte hinterlassen; aber er wurde in der Stadt Nrurim getötet.

Andererseits herrschte Eochaid, der Sohn von Rhun, der König der Briten, Enkel von Kenneth über seine Tochter, 11 Jahre lang. Allerdings berichten andere, dass Giric, der Sohn von (?), zu dieser Zeit herrschte, weil er Lehrer und „erster Minister“ Eochaids wurde. In seinem zweiten Jahr starb Áed, der Sohn von Niall; und in seinem 9. Jahr, genau am Tag des heiligen Ciricius, gab es eine Sonnenfinsternis. Eochaid wurde damals zusammen mit seinem ‚Ziehsohn’ aus dem Königreich geworfen.

Donald, der Sohn von Konstantin, saß für 11 Jahre auf dem Thron. Seinerzeit verwüsteten die Normannen das Piktland. Während seiner Herrschaft kämpfte er eine Schlacht bei Innisibsolian zwischen den Dänen und den Schotten: die Schotten waren die Sieger. Dunottar wurde von den Fremden zerstört.

Konstantin, der Sohn des Áed, hielt den Thron für 40 Jahre inne. In seinem dritten Jahr überfielen die Normannen Dunkeld und alle von Alba. Im darauf folgenden Jahr allerdings wurden die Normannen in Strathearn geschlagen, und in seinem 6. Jahr schworen König Konstantin und Bischof Cellach auf dem Hügel des Glaubens, in der Nähe der Königsstadt Scone, die Gesetze und Lehren des Glaubens, und die Rechte der Kirchen und Evangelien in gleicher Weise mit den Schotten zu schützen. Diesem Tag verdankt der Hügel seinen Namen, d. h. der ‚Hill of Credulity’. Und in seinem 8. Jahr starb der ausgezeichnetste König und Erzbischof der Iren unter den Laigin, d. h. Cormac, der Sohn von Cuilennán. Dort starben auch während seiner Herrschaft Donald, der König der Briten, und Donald, der Sohn von Áed, König von Ailech; und Flann, der Sohn von Máel Sechnaill, starb, und Niall, der Sohn von Áed, der 3 Jahre lang nach Flann herrschte, etc.

In seinem 18. Jahr wurde zwischen Konstantin und Rægnald eine Schlacht bei Tinemore ausgetragen, und die Schotten gewannen. In seinem 34. Jahr fand auch die Schlacht von Duinbrunde statt, in der der Sohn von Konstantin fiel. Und nach einem Jahr starb Dubucan, der Sohn von Indrechtaig, Mormaer von Angus. Æthelstan, der Sohn von Edward, König der Sachsen, und Eochaid, der Sohn von Alpín, starben. Und gebrechlich in seinem hohen Alter, nahm er den Stab und wurde dem Herrn treu ergeben: und er vertraute das Reich Malcolm, dem Sohn von Donald, an.

Malcolm, der Sohn von Donald, herrschte 11 Jahre lang. Mit seinem Heer rückte er auf Moray vor und tötete Cellach. Im 7. Jahr seiner Herrschaft überfiel er die Engländer bis zum Fluss Tees und ergriff eine große Zahl Menschen und viele Rinderherden: Die Schotten nannten diesen Raub den ‚Raub der Albidi’ oder ‚der Nainndisi’. Andere sagen aber, Konstantin hätte diesen Überfall verübt und vom König, d. h. Malcolm, verlangt, dass er ihm für eine Woche die Befehlsgewalt über die Armee geben solle, damit er die Engländer besuchen könne. Bei all dem ist die Wahrheit, dass es nicht Malcolm war, der den Überfall verübte, sondern Konstantin, wie gesagt, stiftete ihn an. Konstantin jedoch starb im 10. Jahr der Herrschaft (von Malcolm) unter der Krone der Umkehr im guten Greisenalter. Und die Bevölkerung von Mearns tötete Malcolm in Fodresach, das in Claideom liegt.

Indulf hielt den Thron 8 Jahre lang besetzt. In seiner Zeit wurde Edinburgh evakuiert und bis auf den heutigen Tag von den Schotten verlassen. Eine Wikinger-Flotte wurde von Buchan zerstört
.
Niger, der Sohn von Malcolm, herrschte 5 Jahre lang. Bischof Fothach wurde zur letzten Ruhe gebettet. Es gab eine Schlacht zwischen Niger und Caniculus oberhalb von Crup Ridge, in der Niger den Sieg davontrug, in der Duncan, der Abt von Dunkeld, und Dubdon, der Gouverneur von Atholl, beide fielen. Niger wurde vom Thron vertrieben, und Caniculus hielt ihn für eine kurze Zeit inne. Donald, der Sohn von Cairill, starb.

Cuilén herrschte 5 Jahre lang. Marcan, der Sohn von Breodalaig, wurde in der Kirche St. Michael getötet. Leot und Sluagadach wurden Rom überlassen. Bischof Máel Brigte ruhte. Cellach, der Sohn von Ferdalaig, herrschte. Máel Brigte, der Sohn von Dubican, starb. Cuilén und sein Bruder Eochaid wurden von den Briten getötet.

Kenneth, der Sohn von Malcolm herrschte für […] Jahre. Er überfiel regelmäßig Britainnien in Teilen. Kenneth’s Infanterie wurden mit dem größtem Gemetzel in Moin Vacornar ausgelöscht. Die Schotten plünderten Sachsen bis Stainmore, und Cluiam, und Stangna Dera’m. Kenneth jedoch befestigte die Ufer der Furten in Forthin. Nach einem Jahr ging Kenneth hin und überfiel Sachsen, und brachte den Sohn des Königs der Sachsen als Gefangenen zurück. Er war es, der die große Stadt Brechin dem Herrn hergab.